# Bennau

Historisches Luftbild von Werner Friedli von 1956

Bennau ist ein Dorf im Kanton Schwyz. Es gehört zum Bezirk Einsiedeln und zählt rund 900 Einwohner.
Das Dorf liegt am nördlichen Rand des Rothenthurmer Hochmoores, am Zusammenfluss von Alp und Biber.
Die erste urkundliche Erwähnung erfolgte im Jahr 1331 unter dem Namen Bennowa, was Bennos Au (= Wiese) bedeutet. Benno war Domherr von Strassburg und von 927 bis 929 Bischof von Metz. Er zog sich zu der Meinradszelle zurück, wo er 940 verstarb.

## Bekannte Persönlichkeiten
- Urs Kälin, Schweizer Skirennfahrer (z. B. Vize-Olympiasieger, zweifacher Vize-Weltmeister im Riesentorlauf, vier Weltcupsiege)